# Devon 30
Devon 30 är ett reservat i Kanada.   Det ligger i provinsen New Brunswick, i den östra delen av landet, 700 km öster om huvudstaden Ottawa.
I omgivningarna runt Devon 30 växer i huvudsak blandskog. Runt Devon 30 är det mycket glesbefolkat, med 3 invånare per kvadratkilometer.